# Oleg Kopaev
Oleg Pavlovič Kopaev (in russo Олег Павлович Копаев?; Elec, 28 novembre 1937 – Mosca, 3 aprile 2010) è stato un allenatore di calcio e calciatore sovietico, dal 1991 russo, di ruolo attaccante.

## Palmarès

### Individuale
- Capocannoniere della Vysšaja Liga: 2

1963 (27 gol), 1965 (18 gol)